# Marcus Epps (giocatore di football americano)
Marcus Epps (Burbank, 27 gennaio 1996) è un giocatore di football americano statunitense che milita nel ruolo di safety per i New England Patriots della National Football League (NFL).

## Carriera

### Minnesota Vikings
Epps fu scelto nel corso del sesto giro (191º assoluto) del Draft NFL 2019 dai Minnesota Vikings. Debuttò come professionista subentrando nella gara del primo turno contro gli Atlanta Falcons senza fare registrare alcuna statistica. Il 6 novembre 2019 fu svincolato dopo avere disputato 8 partite.

### Philadelphia Eagles
Il 7 novembre 2019, Epps firmò con i Philadelphia Eagles. La sua stagione da rookie si chiuse con 6 tackle in 15 presenze, nessuna delle quali come titolare.
Il 12 febbraio 2023 Epps partì come titolare nel Super Bowl LVII ma gli Eagles furono sconfitti per 38-35 dai Kansas City Chiefs. Nella finalissima mise a segno 6 placcaggi.
A fine stagione Epps risultò il giocatore della lega con il maggior contributo aggiuntivo allo stipendio sulla base delle sue prestazioni, con oltre 800.000 dollari.

### Las Vegas Raiders
Il 13 marzo 2023 Epps firmò con i Las Vegas Raiders un contratto biennale del valore di 12 milioni di dollari. In stagione giocò tutte le 17 gare da titolare mettendo a tabellino 66 tackle, di cui 41 in solitaria, 3 passaggi deviati e un fumble forzato.
Il 24 settembre 2024 Epps fu spostato in lista riserve/infortunati dopo che nella gara del terzo turno della stagione 2024, la sconfitta 22-36 contro i Carolina Panthers, si infortunò al legamento crociato anteriore del ginocchio, terminando così anticipatamente la sua annata.

### New England Patriots
Il 14 marzo 2025 Epps firmò con i New England Patriots un contratto annuale dal valore di 4,4 milioni di dollari.

## Palmarès
- National Football Conference Championship: 1

Philadelphia Eagles: 2022